# Valknut (logiciel)
Valknut est un logiciel basé sur l'utilisation du protocole Direct Connect. Il est compatible avec d'autres clients Direct Connect, tels que Neomodus, DC++ et leurs dérivés. Valknut est également compatible avec l'ensemble des logiciels utilisés pour créer les Hubs (qui jouent ici le rôle de « serveurs »).
Valknut, sous licence GNU GPL, a été initialement conçu par Mathias Küster. Il est écrit en C++ et son interface graphique (ou GUI) utilise la bibliothèque multiplateforme Qt. Ainsi, Valknut peut être utilisé sur différents systèmes d'exploitation tels Linux, FreeBSD, Mac OS X, Microsoft Windows et OS/2 - eComStation.
Au lancement du logiciel, le splash screen montre un ancien symbole germanique (pour plus de détails, voir Valknut).

## Histoire
Initialement, Valknut était nommé "DCGUI". Ce nom était identique à celui d'un autre client Direct Connect pour Linux. Il a alors été rebaptisé "dcgui-qt" pour éviter tout malentendu. Pourtant, l'utilisation du "Qt" posait problème car c'est une marque déposée. C'est ainsi que le logiciel dut changer encore une fois de nom, pour adopter Valknut.
À la suite de la sortie de la version 0.3.7, Mathias Küster abandonna le projet. Edward Sheldrake amena le code du projet au sein du projet wxDCGUI, où le travail fourni porte :
- sur l'ajout de nouvelles fonctionnalités,
- le portage de l'interface de Qt3 vers Qt4 (et éventuellement vers wxWidgets).